# 클라라 빈디

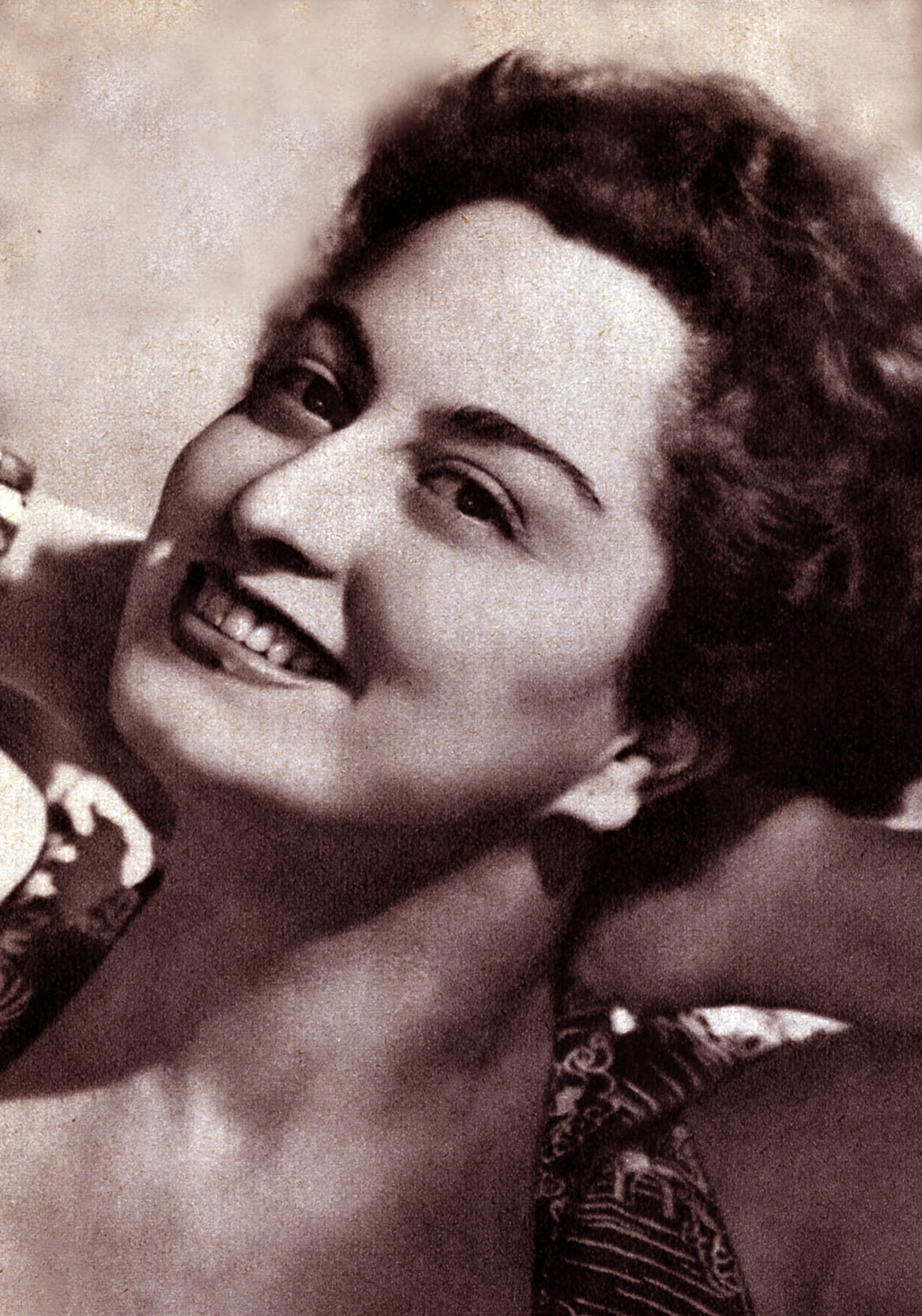

클라라 빈디(Clara Bindi, 1927년 11월 1일 ~ )는 이탈리아의 영화배우, 배우, 성우이다.
나폴리에서 태어났다.

## 영화
- 웰컴 투 사우스 (2010년)
- 빌라 아말리아 (2009년)
- 패밀리 프렌드 (2006년)
- 사탄의 가면 (1960년)
- 살인 기계 (1952년)